# Поездка за покупками в Иокогаму
«Поездка за покупками в Иокогаму» (яп. ヨコハマ買い出し紀行 Ёкохама кайдаси кико:) — манга за авторством Хитоси Асинано.
Манга выходила с июня 1994 года по февраль 2006 года в журнале Monthly Afternoon издательства Kodansha. Существует также два коротких (двухсерийных) OVA-сериала, снятых по этой манге — одноимённый 1998 года и Quiet Country Cafe 2002—2003 гг., соответствующие 1-му и 7-му томам манги. Манга выполнена в лаконичном и оригинальном стиле. В некоторых главах полностью отсутствуют диалоги, а сюжет и настроение передаются исключительно графическими средствами.

## Сюжет
Действие манги происходит в неопределённо далёком будущем. Основной персонаж — девушка-робот Альфа. Она живёт в маленьком кафе, которое досталось ей от хозяина. Кафе находится на полуострове Миура, на полпути между Иокогамой и Токио.
YKK — это набор небольших слабо связанных между собой историй из повседневной жизни Альфы и её знакомых. В этих историях понемногу описывается мир Альфы. Человечество достигло небывалых высот в технике и технологии, но сверхсовременные города постепенно зарастают травой и уходят под воду. Автострады заносят песком суховеи и разбивают волны прибоя. Закат человечества. Этот мир наполнен множеством загадок и тайн, которые автор не торопится раскрывать.
Альфа обращает внимание на то, на что люди обычно не смотрят: на чудеса повседневной жизни. В японской поэзии это называется «моно-но аварэ» — печальное очарование вещей.

## Персонажи
Альфа Хацусэно (яп. 初瀬野 アルファ) — робот A7M2 (7-я серия, 2-я модификация), одна из прототипов серии, отчего и получила такое имя. Содержит маленькое уютное кафе, полученное от своего хозяина, отправившегося в путешествие.
Дядюшка (яп. おじさん) — самый частый посетитель кафе. Владелец бензоколонки, где обычно заправляется Альфа, и её ближайший сосед. Неформальный старейшина всей округи, с детства издалека влюблён в Доктора. Имя Дядюшки неизвестно. Ошибочно считается, что его зовут Путаро, но это не так, потому что слово (яп. 風太郎) в японском языке означает бродягу, перебивающегося случайными подработками.
Такахиро (яп. タカヒロ) — внук Дядюшки. Очень дружен с Альфой, с которой познакомился ещё в детстве, считает её своей старшей сестрой.
Доктор (яп. せんせい) — старая подруга Дядюшки. В далёком прошлом участвовала в разработке серии А7. Известна её фамилия Комииси.
Коконэ Такацу (яп. 鷹津 ココネ) — робот A7M3. Первый робот с которым Альфа встретилась, когда Коконе работала курьером и доставила Альфе фотокамеру от Хозяина. Позднее они стали лучшими подругами и постоянно переписываются.
Аясэ (яп. アヤセ) — путешествует по Японии с ручным камой, зарабатывая на жизнь случайными занятиями.
Макки — девочка на несколько лет моложе Такахиро. Влюблена в Такахиро по уши и постоянно ревнует его к Альфе, что, однако, не мешает ей с нею дружить.
Директор Альфа (яп. 子海石アルファ) — робот A7M1. Прототип серии А7, директор Таапона.
Маруко Маруко (яп. 丸子マルコ) — робот A7M3, вольный художник, подруга Коконе. Отказалась от принятого среди роботов обычая брать фамилию своего хозяина, и взяла в качестве фамилии собственное имя. Обладает вспыльчивым и азартным характером.
Най (яп. ナイ) — один из редчайших сохранившихся роботов-мужчин. Владеет собственным самолётом и работает курьером. Его серия и модель неизвестны.
Мисаго — таинственное существо, живущее на озёрах и заливах недалеко от кафе Альфы. Любит рыбу. Мисаго показывается исключительно детям.
Хозяин — хозяин Альфы, отправившийся в далёкое и таинственное путешествие, оставив ей кафе. От него она получила пистолет и фотокамеру. Больше об этой загадочной личности ничего не известно, однако Альфу он не забывает.

## Термины
- Кама — сухопутная летающая барракуда. Практически не поддаётся дрессировке. Одно из многих загадочно изменившихся животных в мире YKK. Аясэ — едва ли не единственный, кому удалось приручить Каму.
- Таапон — громадный стратосферный самолёт, по приблизительной оценке размах его крыльев составляет от 2-х до 4-х километров. По каким-то таинственным причинам он не в состоянии приземлиться и обречён вечно кружить в верхних слоях атмосферы.